# باشگاه فوتبال ولازنیا اشکودر
ولازنیا اشکودر (به آلبانیایی: Vllaznia Shkodër)، یک باشگاه فوتبال در آلبانی است که در بالاترین سطح فوتبال این کشور، موسوم به سوپر لیگ فوتبال آلبانی فعالیت دارد. این باشگاه قدیمی‌ترین باشگاه کشور آلبانی است و اولین باشگاهی است که در این کشور تأسیس شده‌است. به همین دلیل به مهد فوتبال آلبانی ملقب گردیده‌است.

## هماوردها
مهم‌ترین رقیب ولازنیا اشکودر، باشگاه فوتبال تیرانا است و بازی بین این دو تیم تماماً یک دربی است.
این دو تیم به عنوان قدیمی‌ترین و موفق‌ترین باشگاه‌ها، جذاب‌ترین و پرطرفدارترین بازی لیگ آلبانی را رقم می‌زنند. آن‌ها سابقه بیش‌از ۸۰ سال هماوردی در مقابل یکدیگر را دارند.
دیگر هماوردهای مهم این تیم، لاسی و کوکسی هستند و دربی شمال آلبانی را برپا می‌کنند.

## بازیکنان
از بازیکنانی که در این تیم سابقه بازی دارند می‌توان به جواهیر سوکای اشاره کرد.

## افتخارات

### سوپر لیگ فوتبال آلبانی
- قهرمان (۹): ۱۹۴۵, ۱۹۴۶, ۱۹۷۲–۱۹۷۱, ۱۹۷۴–۱۹۷۳, ۱۹۷۸–۱۹۷۷, ۱۹۸۳–۱۹۸۲, ۱۹۹۲–۱۹۹۱, ۱۹۹۸–۱۹۹۷, ۲۰۰۱–۲۰۰۰
- نایب قهرمان (۱۱): ۱۹۳۲, ۱۹۳۳, ۱۹۳۶, ۱۹۳۷, ۱۹۴۷, ۱۹۴۹, ۱۹۷۵–۱۹۷۴, ۱۹۹۷–۱۹۹۶, ۱۹۹۹–۱۹۹۸, ۲۰۰۳–۲۰۰۲, ۲۰۰۹–۲۰۰۸, ۲۰۲۱–۲۰۲۰

### لیگ دسته اول آلبانی
- قهرمان (۲): ۱۹۵۷, ۱۹۶۲
- نایب قهرمان (۱): ۲۰۱۹–۲۰۱۸

### جام حذفی فوتبال آلبانی
- قهرمان (۷): ۱۹۶۵–۱۹۶۴, ۱۹۷۲–۱۹۷۱, ۱۹۷۹–۱۹۷۸, ۱۹۸۱–۱۹۸۰, ۱۹۸۷–۱۹۸۶, ۲۰۰۸–۲۰۰۷, ۲۰۲۱–۲۰۲۰
- نایب قهرمان (۸): ۱۹۳۹–۱۹۳۸, ۱۹۶۶–۱۹۶۵, ۱۹۶۸–۱۹۶۷, ۱۹۷۰–۱۹۶۹, ۱۹۸۶–۱۹۸۵, ۱۹۹۹–۱۹۹۸, ۲۰۰۶–۲۰۰۵, ۲۰۱۰–۲۰۰۹

### سوپر جام فوتبال آلبانی
- قهرمان (۲): ۱۹۹۸, ۲۰۰۱
- نایب قهرمان (۳): ۱۹۹۲, ۲۰۰۸, ۲۰۲۱